# Telaprocera
Telaprocera là một chi nhện trong họ Araneidae.